# ويليام بنسون كرايغ
ويليام بنسون كرايغ هو عسكري كندي، ولد في 2 أغسطس 1896 في سميث فولس في كندا، وتوفي في 26 سبتمبر 1918.